# Ohmstal
Ohmstal foi uma comuna da Suíça, no Cantão Lucerna, com cerca de 317 habitantes. Estendia-se por uma área de 4,43 km², de densidade populacional de 72 hab/km². Confinava com as seguintes comunas: Ebersecken, Gettnau, Grossdietwil, Schötz, Zell.
A língua oficial nesta comuna era o Alemão.

## História
Em 1 de janeiro de 2013, passou a formar parte da comuna de Schötz.